# Aérodrome de Fontanges
L'aéroport de Fontanges (code IATA : YFG) est situé à 6,9 km à l'est de Fontanges dans le Nord-du-Québec au Canada. Il s'agit d'un aéroport privé opéré par Hydro-Québec.

## Annexe